# لمهطميين (سيدي علال البحراوي)
لمهطميين هي إحدى مشيخات المملكة المغربية، تتبع جغرافيا لإقليم الخميسات وإداريًا لسيدي علال البحراوي. يقدر عدد سكانها بـ 5415 نسمة حسب الإحصاء الرسمي للسكان والسكنى لسنة 2004.